# Listă de autori de literatură non ficțiune

## Listă de autori de literatură non-fiction
- Stephen Ambrose, (1936-2002)
- Gabriele Amorth
- Thomas Amory, (1691-1788)
- John Asgill, (1659-1738)
- Isaac Asimov, (1920-1992)
- John Austin , (1790-1859)
- Richard Bannatyne, († 1605)
- Antony Beevor
- T.J. Binyon
- John Bodenham
- Erik Borgman  (n. 1957)
- James Boswell
- John Bourchier, al doilea baron de Berners, (1467-1553)
- William Brandon  (1914–2002)
- James Bruce, (1730-1794)
- Anthony Burgess (1917-1993)
- Jacob Bryant, (1715-1804)
- Francis Trevelyan Buckland, (1826-1880)
- James Burke , (n. 1936)
- Michael Burleigh
- David Cairns
- Truman Capote (1924 - 1984)
- Richard Carew, (1555-1620)
- Elizabeth Carter, (1717-1806)
- Hester Chapone, (1727-1801)
- Walter Charleton, (1619-1707)
- Frances Power Cobbe, (1822-1904)
- George Combe (1788-1858)
- George Lillie Craik (1798-1866)
- Francis Douce, (1757-1834)
- John Davies  (c. 1565-1618)
- Jared Diamond
- John Diamond
- William Hepworth Dixon, (1821-1879)
- John Doran, (1807-1878)
- John E. Douglas
- Eamon Duffy
- Gerina Dunwich, (n.1959)
- Martin Ebon, (n. 1917)
- William Fiennes
- Orlando Figes
- Aminatta Forna
- Richard Fortey
- Ian Frazier (n. 1951)
- Edward Gibbon, (1737-1794)
- Stephen Jay Gould, (1941-2002)
- Richard Hamblyn
- Herodotus
- John Cam Hobhouse, (1786-1869)
- Eric Hobsbawm
- Richard Holmes
- Roy Jenkins, (1920-2003)
- Irving Johnson, (1905-1991)
- Olivia Judson
- Lona Kay
- John Keegan, (n. 1934)
- Ian Kershaw
- Charles H. Kraft
- James Howard Kunstler
- David Landes
- Fitz Hugh Ludlow (1836-1870)
- Margaret Macmillan, (n. 1943)
- Brenda Maddox
- Catherine Merridale
- Joseph Mitchell (1908-1996)
- Robert Palmer (1945-1997)
- Simon Sebag Montefiore
- Simon Reeve
- Richard Rhodes
- Matt Ridley, (n. 1958)
- Graham Robb, (n. 1958)
- Don Rossignol, (n. 1962)
- Ann Rule
- Carl Sagan, (1934-1996)
- Sven Seljom
- William Shawcross
- Brendan Simms
- Robert Skidelsky
- Alvin Toffler, (n. 1928)
- Claire Tomalin, (n. 1933)
- Edgar Vincent
- Voltaire, (1694-1778)
- Francis Wheen
- Eric Williams, (1911-1981)
- Ann Wroe

Vezi și: Listă de autori